# Ortalis garrula
Il ciacialaca alicastane (Ortalis garrula) è un uccello galliforme della famiglia dei Cracidi. Si trova solo in Colombia e i suoi habitat naturali sono le foreste aride di latifoglie tropicali e subtropicali, le foreste pluviali di latifoglie tropicali e subtropicali e le foreste fortemente degradate, ma può adattarsi facilmente a molti ambienti.